# Marc-André Lussier
Pour les articles homonymes, voir Lussier.
Marc-André Lussier, né le 15 décembre 1959 à Montréal et mort le 30 juin 2023, est un journaliste québécois.

## Biographie
Après un début de carrière à la radio au début des années 1990, il se consacre à temps plein à sa passion, le cinéma.
Il a été, avec Marc Cassivi, le principal critique de cinéma de La Presse. Marc-André Lussier anime également l'émission télévisée « Cinéma vérité » sur la chaîne ArTV. Il est périodiquement invité d'honneur à l'émission humoristique La soirée est (encore) jeune.
Il était critique de cinéma et blogueur au quotidien La Presse, à Montréal, depuis 1995.  Il a été retrouvé sans vie à son domicile le 30 juin 2023, après une chirurgie cardiaque.

## Publications
- Mon cinéma –  350 films à voir ou à revoir, Montréal, Éditions La Presse, 2018[5]
- Cannes au XXIe, co-auteur, avec son collègue Marc Cassivi[6]
- Le meilleur de mon cinéma, 2013
- Moi, 2018, auteur de la biographie de René-Homier Roy